# (274) Philagoria
(274) Philagoria est un astéroïde de la ceinture principale découvert par l'astronome autrichien Johann Palisa le 3 avril 1888 à Vienne.

## Nom
L'objet est nommé d'après Philagoria, un club de loisirs d'Olomouc.